# حسين نياز محمد
حسين نياز محمد مواليد 19 مارس 1987 في المالديف، هو لاعب كرة قدم مالديفي. يلعب في مركز الوسط لصالح نادي مازيا ومنتخب المالديف الوطني.

## المسيرة الاحترافية

### أندية لعب لها
- نادي فيكتوري
- نادي نيو راديانت
- نادي مازيا

## الأهداف الدولية
| إظهار | التاريخ      | المكان                       | الخصم      | النتيجة | المنافسة |
| ----- | ------------ | ---------------------------- | ---------- | ------- | -------- |
| 1.    | 13 مايو 2014 | ملعب كرة القدم الوطني، ماليه | منتخب لاوس | 7-1     | ودية     |

## وصلات خارجية
- حسين نياز محمد على موقع قاعدة بيانات كرة القدم.إي يو (الإنجليزية)
- حسين نياز محمد على موقع ناشيونال فوتبول تيمز (الإنجليزية)
- حسين نياز محمد على موقع Soccerway.com (الإنجليزية)
- حسين نياز إحصائيات 1 في maldivesoccer.com
- حسين نياز إحصائيات 1 في maldivesoccer.com